# Obeliscul închinat eroilor din Regimentul 50 infanterie căzuți în lupta de la Custozza în 1866
Obeliscul închinat eroilor din Regimentul 50 infanterie căzuți în lupta de la Custozza în 1866 este un monument istoric aflat pe teritoriul municipiului Alba Iulia.

## Istoric și trăsături
În data de 20 iunie 1866 Regatul Italiei a declarat război Imperiului Austriac, cu scopul de a cuceri Veneția, parte a Imperiului Austriac. În Bătălia de la Custozza a luptat și Regimentul 50 de Infanterie (Alba Iulia), compus în majoritate din români transilvăneni. Comandantul Josip Maroičić, de origine croată, a fost decorat în urma victoriei cu Ordinul Maria Terezia.
Monumentul este amplasat în partea de vest a Piaței Cetății, din spatele Sălii Unirii. A fost ridicat în anul 1906 și este construit din piatră cioplită, având înălțimea de patru metri, forma unui obelisc, decorat în vârf cu un glob metalic înaripat.
La baza monumentului sunt amplasate plăci comemorative  inscripționate cu numele ofițerilor și soldaților care și-au pierdut viața în bătălia din 1866, în limbile germană, maghiară și română. Numele celor 10 ofițeri căzuți în bătălie, între care și românul Gheorghe Pop, sunt trecute pe placa din față.
Monumentul este împrejmuit cu două rânduri de lanțuri, în care sunt intercalate ghiulele de tun. A fost restaurat în anul 2012.

## Imagini

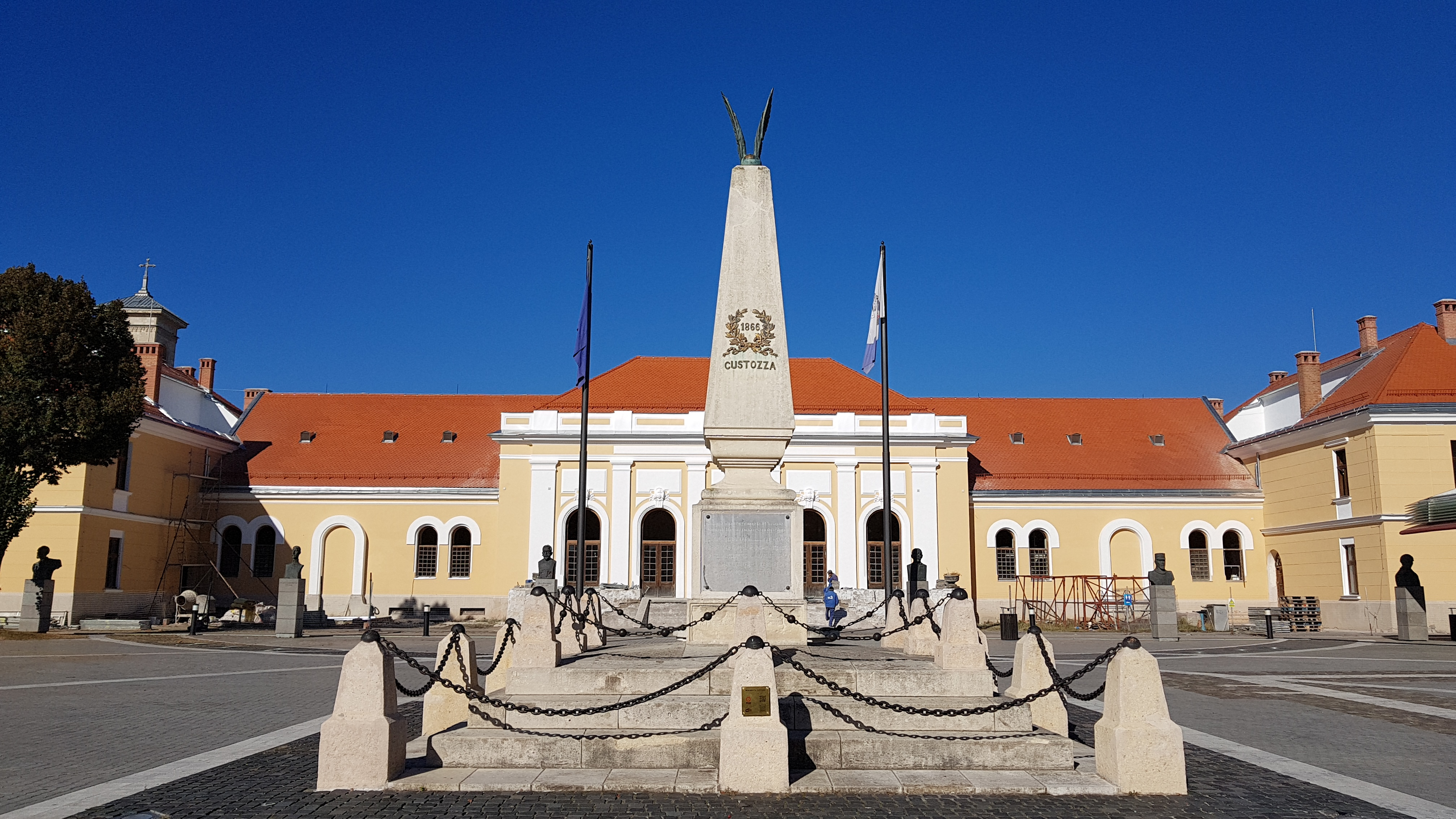
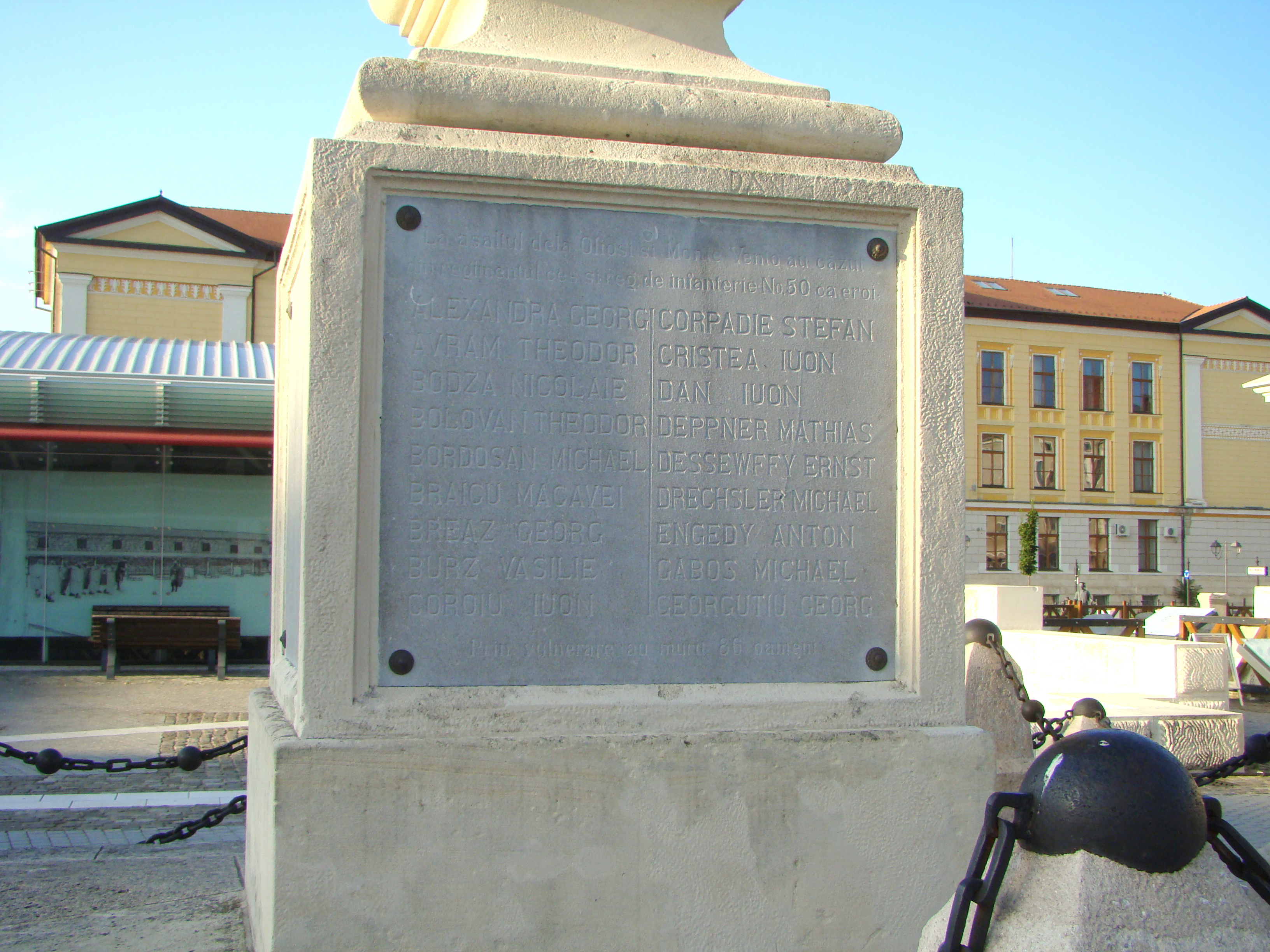
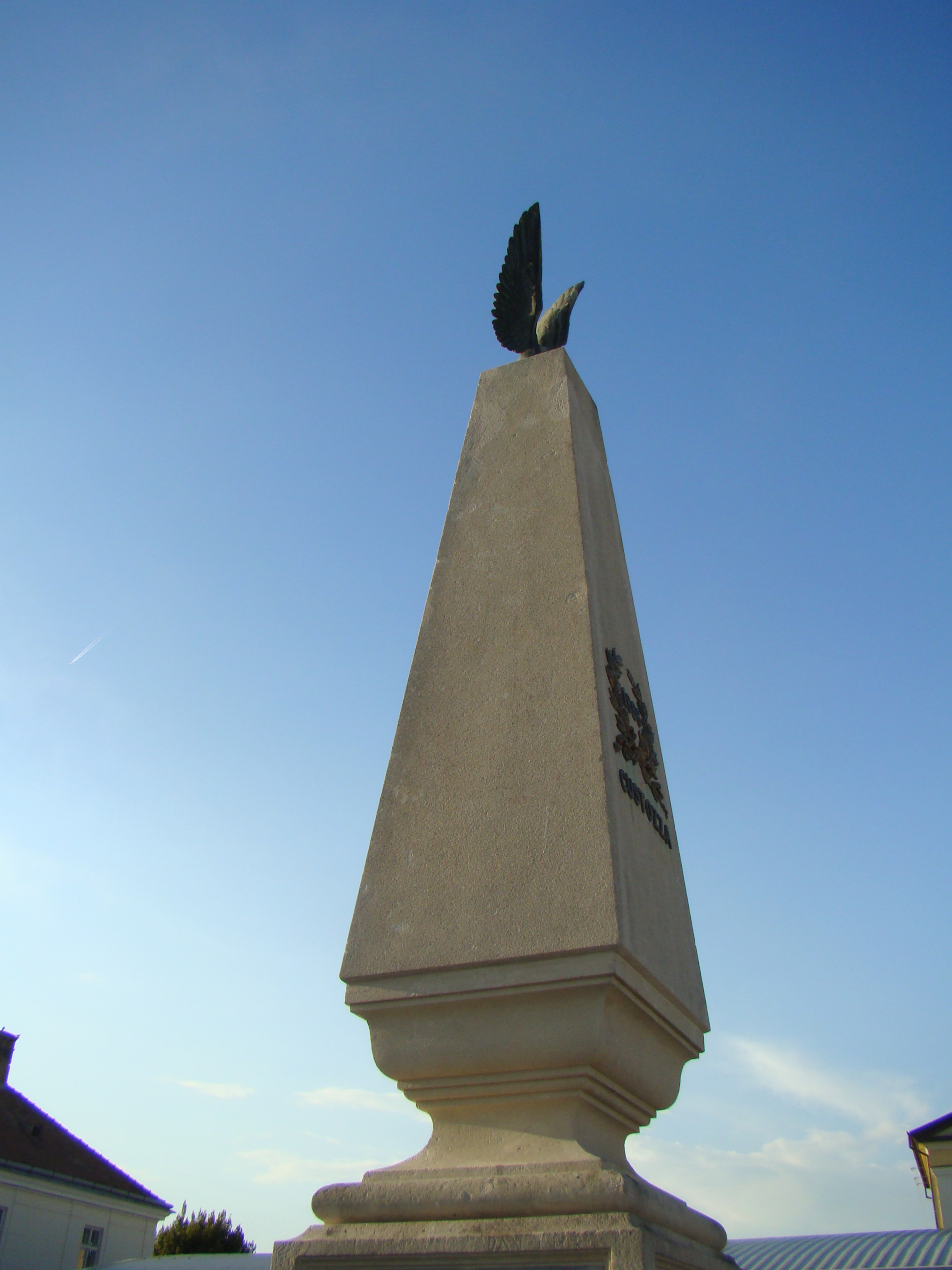
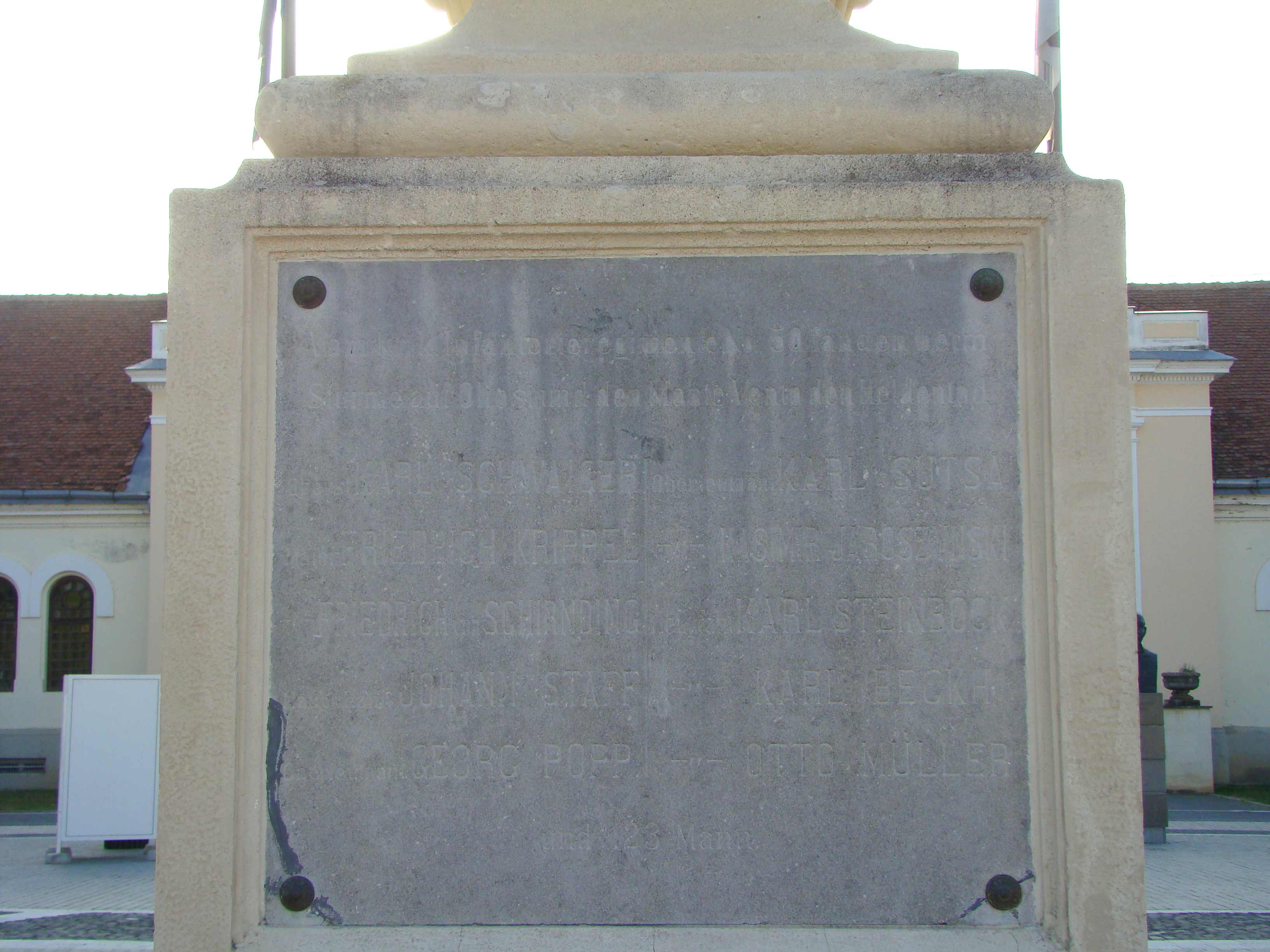
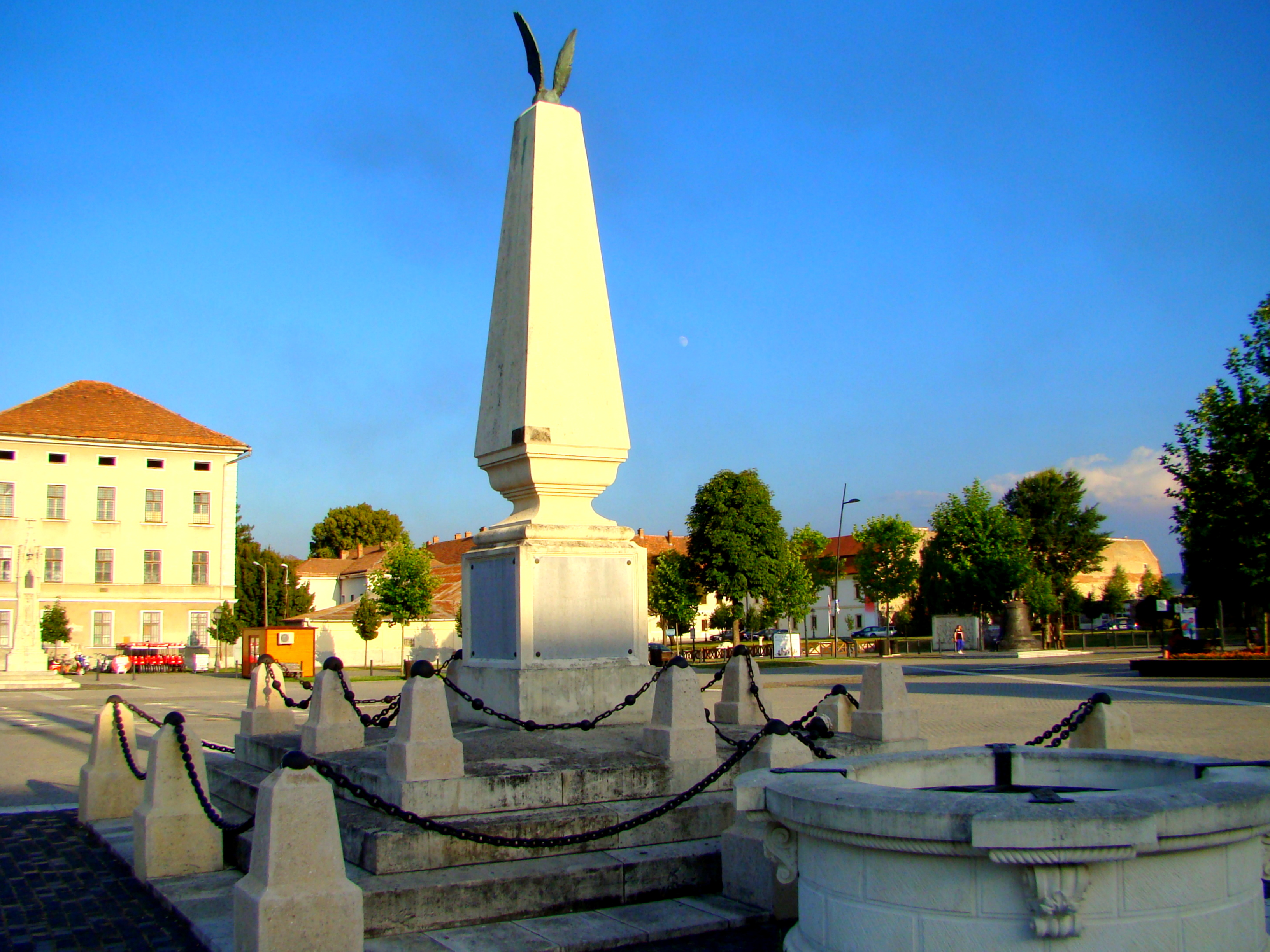
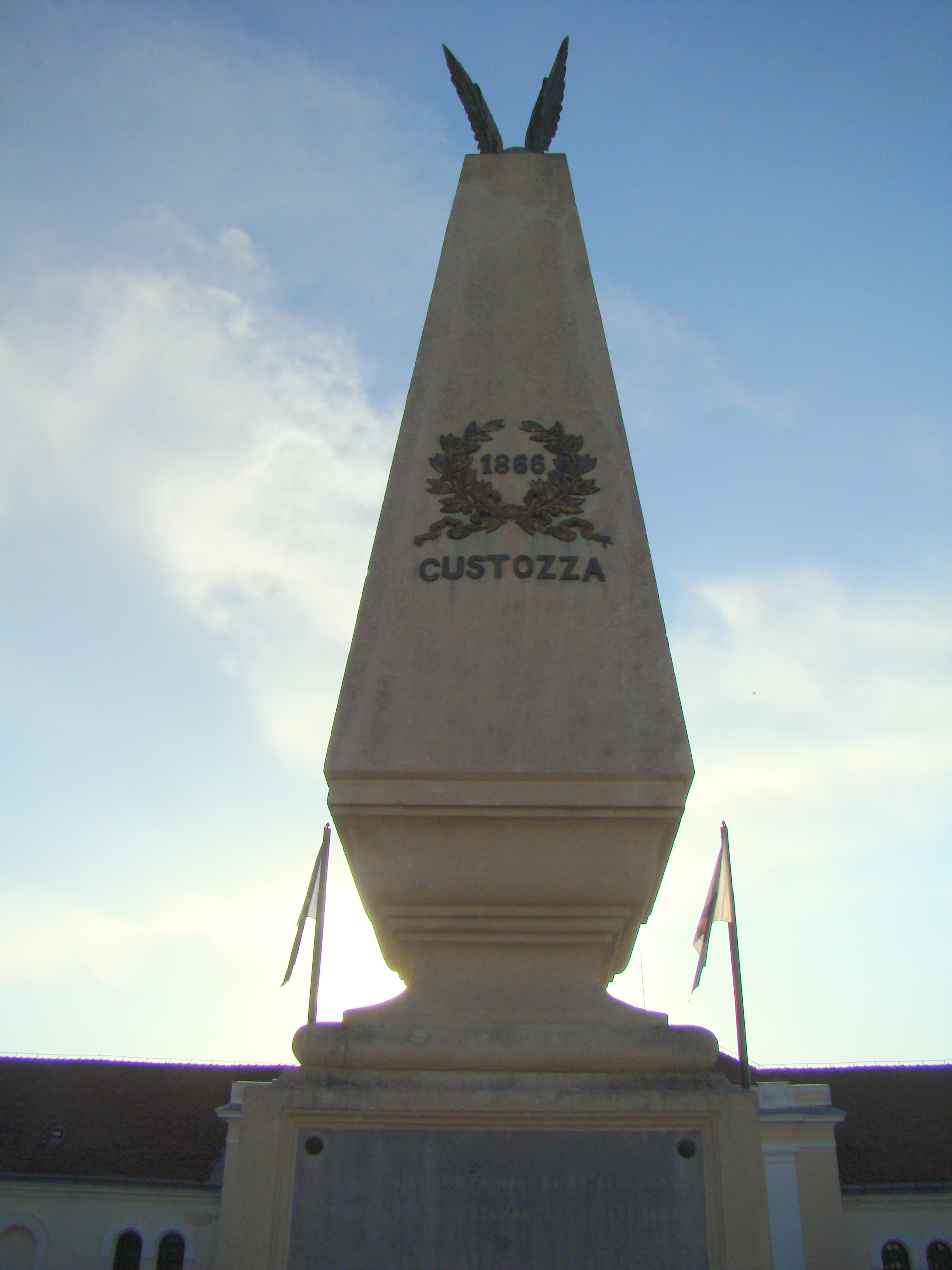
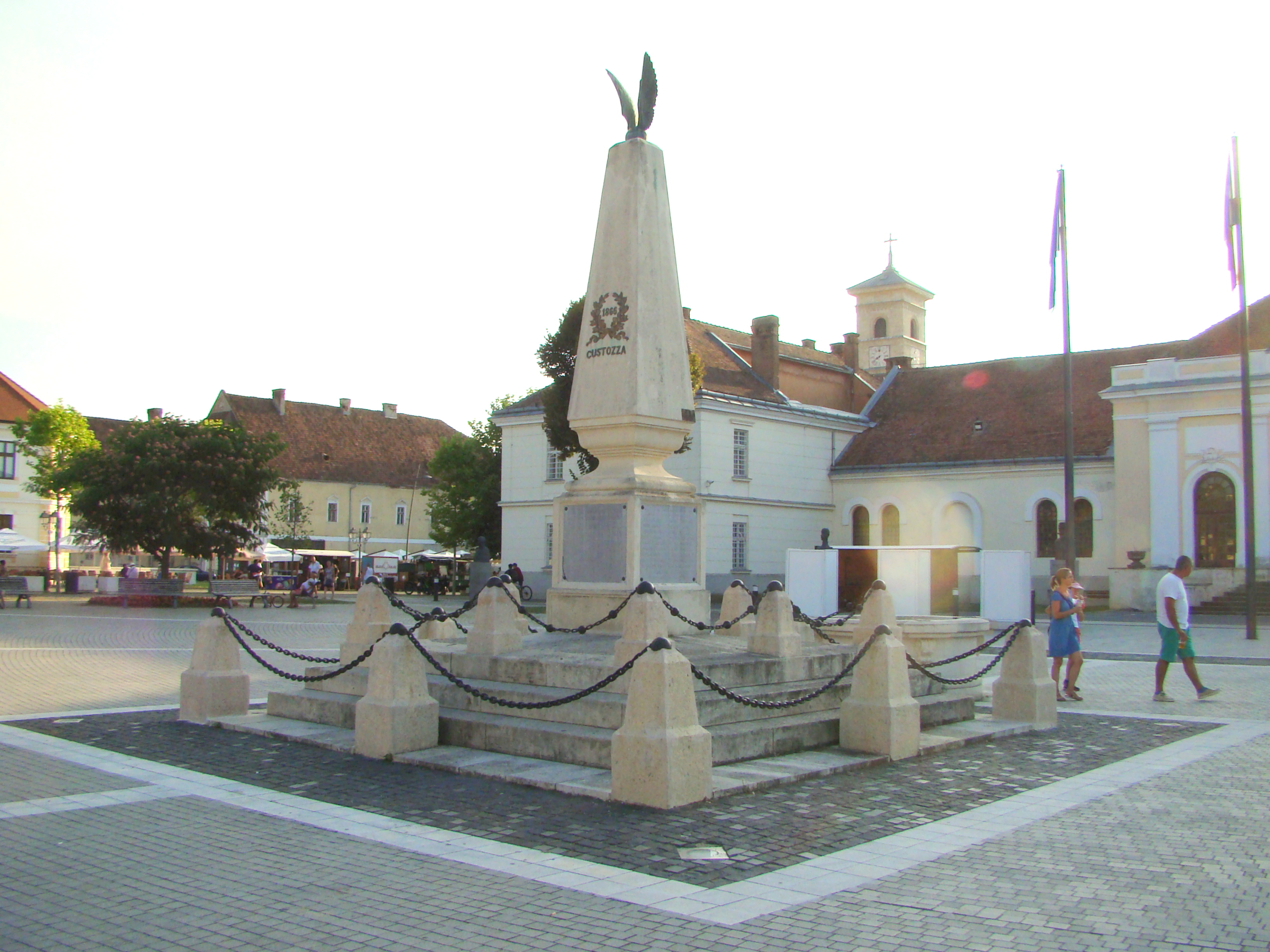
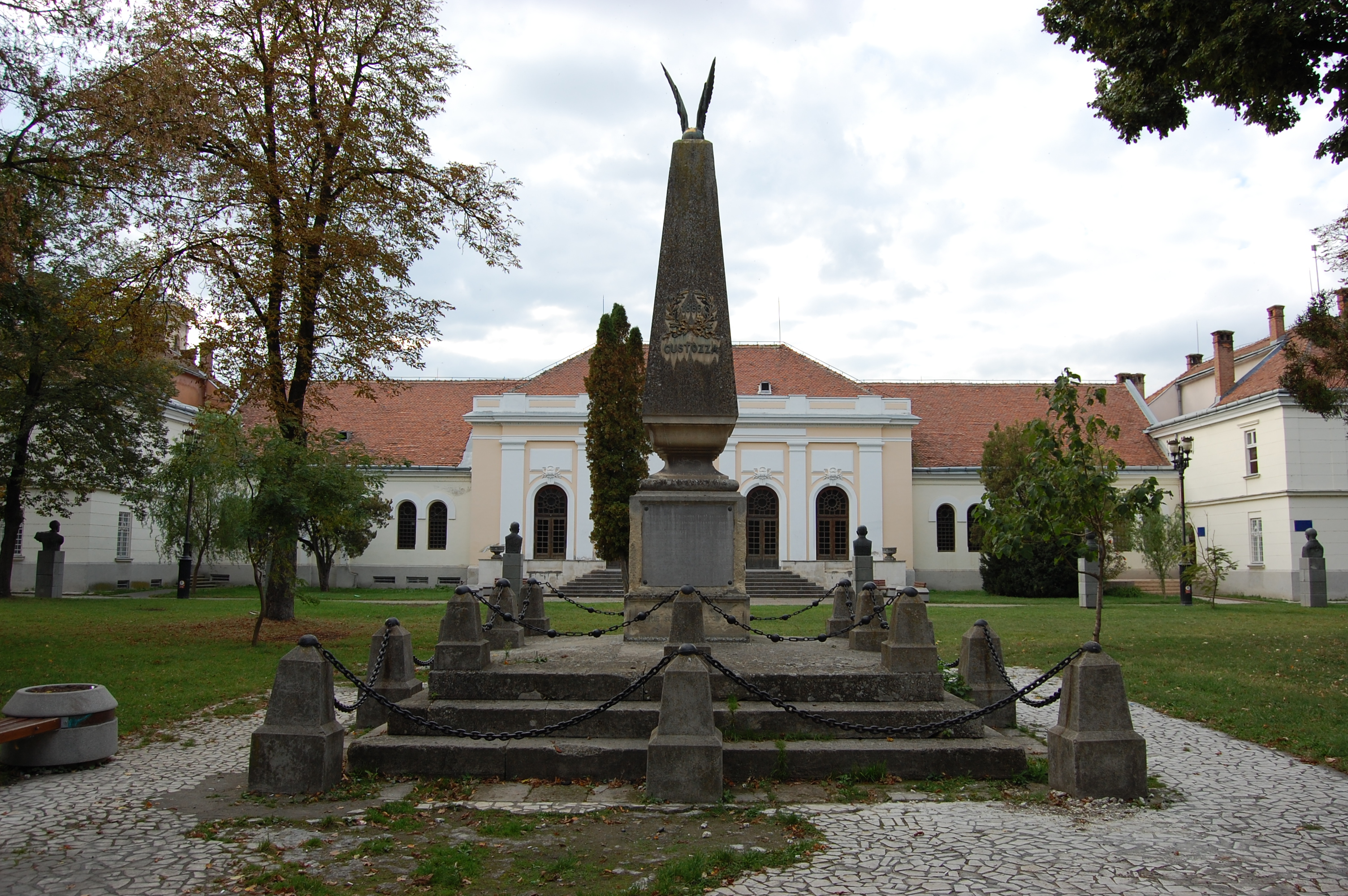
Înainte de restaurare